# 长沙里登陆战
长沙里登陆战（韓語：장사 상륙 작전）或称长沙洞登陆战，1950年9月14至19日朝鲜战争時期爆發於韓國慶尚北道盈德郡南亭面長沙里，是大韩民国國军为配合美军在仁川登陆期間，对朝鲜人民军所进行的一场登陆扰袭作战。

## 战役背景
自朝鲜战争爆发以来，朝鲜人民军以势如破竹之势， 把韩军逼退到距离釜山直线距离只有100公里的浦项市，在朝鲜半岛东线与人民军对垒的是韩军首都师和第3师。在东线向南进攻的人民军第12师团在1950年9月的第五次战役（九月攻势）中，一度推进到庆州市附近的山地，另一支人民军第5师团也推进到延日飞机场附近，给美韩两军的洛东江防线带来很大的震动，迫使美军将主要战机都撤往日本的机场。
当韩军的指挥官们得知美军计划在仁川登陆，同时美韩两军也即将从釜山防御圈对人民军发起的全线反攻，而是东线的韩军指挥官突发奇想，提议在人民军的后方进行一场登陆扰袭作战，以牵制人民军的部分军力，减轻其他战线上的损失和负担。大韩民国國軍的指挥官选择在盈德以南15公里、浦项以北26公里的长沙里进行，但是，不少韩军野战军官都对这一计划能否成功而产生怀疑，于是干脆以手头兵力不足为由直接拒绝，最后这项任务落在志愿参与的李明欽（이명흠；音譯）上尉指挥的密阳游击营身上。

### 双方军况
负责长沙里登陆战的密阳游击营是由李明欽上尉提议创建，也称为「明部队」（명부대）。8月24日，李明欽与上級在大邱招募了560名报国心切的學徒兵，他们大多数都是从大邱市吉成高中招募而来的学生，主要由18至19岁的学生组成。学生军们于8月31日抵达釜山港，接受了为期10天的军事训练和民族主义思想教育等。9月7日，在密阳正式成立，部队番号是陸軍独立第1游擊營，共有760名隊员。
李上尉创建的目的是模仿人民军的游击队，渗透到人民军后方进行游击作战，因此该部队的装备均是缴获的苏制武器，后来因为美韩两军的反攻行动进行顺利，因此没有执行敌后游击战的必要。
负责守护东线沿岸的朝鲜人民军，是人民军第5师和第7师改称而成的第12师。第5、第12师自开战以来，从东线的滨海大道向釜山进攻，一路南下过程中，不断遭到美军空军与舰炮的轰击，损失惨重。

### 战役过程
在9月13日，美军呼应韩军的要求下，对东线沿岸的人民军阵地进行了猛烈的舰炮轰击，并派遣小型突击队进行佯攻，以分散人民军对于前线侧后海防登陆点的注意力。
9月13日夜晚，760名韩军乘搭从民间征用的汶山号（문산호）和12名船员从釜山港出发， 在英國Q-34驱逐舰的护航下，于14日夜晚抵达目的地。登陆时正直台风天气，同时因为不熟悉水路情况，汶山号还没登陸靠岸就在海上搁浅。由于距离海岸不远，李明欽下令部下带着绳索游泳到岸上，结果第一批下海的部队被海浪卷走，直到两名熟悉水性的部下带着两条绳索游到岸上，韩军才顺利在沙滩上着陆。
韩军一登陆后，立刻遭到驻守在200高地上的人民军的猛烈攻击，韩方在陸軍第12團團長全盛鎬上校与民船汶山號船長黄載中（황재중）的指挥下，成功以人数上优势，攻占200高地，不过两人也同时阵亡，韩军在战斗中毙敌39人，俘虏3人，自己也阵亡23人。之后韩军以200高地为据点，在9月15日夜爆破了国道上的两座桥梁，并封锁了浦项到仁川的高速公路，暂时性切断了人民军的主要补给线。9月15日，人民军第5师派出第12團的一个步兵营和数辆T-34坦克前来搜剿。 由于缺乏战斗经验，韩军很快被赶出了国道，退回到200高地上据守，勉强坚守了两天，但所携带的可供使用三天的粮食、弹药和补给品已经全部耗尽，韩军按照制定的计划开始撤退。9月19日，韩军开始撤退行动，由美国海军派来船只接应，受台风和人民军追击的影响，因此原本计划到中午结束的撤退行动一直拖延到下午才结束。最终李明欽部队的760人和12名船员中，有640人撤回釜山港，其中伤员92人。但负责担任后卫任务的39人最终没能撤走，他们中的大部分被人民军俘虏。

## 评价
美军历史学家认为，长沙里登陆战并没有为东线韩军第3师的进攻提供显著的帮助，因此对此战役的评论不佳。但韩军则认为一个營牵引着朝鲜一个步兵团几天是一件伟大的战绩，对人民军在东线的溃退有着不可估量的心理影响。但是，负责该战役李明欽上尉则受到各种指责，他背负上损失的责任，差点要上军事法庭接受审讯。

## 相关影视
- 長沙里之戰：被遺忘的英雄